# José Sánchez (Kardinal)

Kardinalswappen von José Tomas Sánchez

José Tomas Kardinal Sánchez (* 17. März 1920 in Pandan; † 9. März 2012 in Manila) war ein philippinischer Geistlicher und Kurienkardinal der römisch-katholischen Kirche.

## Leben
Sánchez trat in das Priesterseminar vom Heiligen Rosenkranz in Naga City ein und wurde an der Päpstlichen und Königlichen Universität des heiligen Thomas von Aquin in Manila (UST) zum Doktor der Theologie promoviert. Er empfing am 12. Mai 1946 das Sakrament der Priesterweihe für das Bistum Sorsogon. Danach arbeitete er als Seelsorger in Legazpi City und Sorsogon, wo er auch am Seminar unterrichtete. Anschließend dozierte er an der University of Santo Tomas–Legazpi Katholische Theologie und bildete am Seminar von Naga City den Priesternachwuchs aus.
Am 5. Februar 1968 ernannte ihn Papst Paul VI. zum Titularbischof von Lesvi und zum Weihbischof in Caceres. Die Bischofsweihe spendete ihm am 12. Mai 1968 der Apostolische Nuntius auf den Philippinen Erzbischof Carmine Rocco; Mitkonsekratoren waren die Bischöfe Flaviano Ariola von Legazpi und Arnulfo Arcilla von Sorsogon.
Am 13. Dezember 1971 wurde er zum Koadjutorbischof von Lucena ernannt. Mit dem Rücktritt Alfredo Obviars am 25. September 1976 folgte er diesem als Bischof von Lucena nach. Papst Johannes Paul II. ernannte ihn am 12. Januar 1982 zum Erzbischof von Nueva Segovia.
Ab 1970 war er Mitglied des Verwaltungsrats der Bischofskonferenz der Philippinen. 1976 wurde er Präsident des Ausschusses für das Laienapostolat, von 1976 bis 1980 war er Vizepräsident der Bischofskonferenz und Leiter der Kommission für die Militärseelsorge. Von 1981 bis 1985 war er Mitglied der Ständigen Kommission der Föderation der asiatischen Bischofskonferenzen. Im Jahr 1974 war er Delegierter der Philippinen bei der III. Vollversammlung der Bischofssynode.
Am 30. Oktober 1985 ernannte ihn Papst Johannes Paul II. zum Sekretär der Kongregation für die Evangelisierung der Völker. Von der Leitung des Erzbistums Nueva Segovia trat er am 22. März des folgenden Jahres zurück.
Am 28. Juni 1991 nahm ihn Papst Johannes Paul II. als Kardinaldiakon mit der Titeldiakonie San Pio V a Villa Carpegna in das Kardinalskollegium auf. Drei Tage später wurde er zum Kardinalpräfekten der Kongregation für den Klerus ernannt. Am 15. Juni 1996 nahm Papst Johannes Paul II. seinen altersbedingten Rücktritt an. Am 26. Februar 2002 wurde José Tomas Kardinal Sanchez zum Kardinalpriester pro hac vice erhoben.
Am 9. März 2012, eine Woche vor seinem 92. Geburtstag, erlag Kardinal Sánchez einem multiplen Organversagen.